# Mordellistena liturata
Mordellistena liturata is een keversoort uit de familie spartelkevers (Mordellidae). De wetenschappelijke naam van de soort is voor het eerst geldig gepubliceerd in 1845 door Melsheimer.